# Ferdinando Fiandaca
Ferdinando Fiandaca (Santa Caterina Villarmosa, 14 aprile 1857 – Santa Caterina Villarmosa, 18 febbraio 1941) è stato un arcivescovo cattolico italiano.

## Biografia
Nacque a Santa Caterina Villarmosa il 14 aprile 1857 da Antonino e Pasquala Seminatore. Compì le scuole ginnasiali nel Seminario di Catania e le liceali in quello di Palermo. Nel 1878 si trasferì presso il Seminario di Noto per completare i corsi di teologia.
Venne ordinato presbitero il 19 ottobre 1878 e inviato a Roma ove conseguì le lauree in diritto canonico e teologia. Rientrato a Caltanissetta, insegnò nel Seminario diocesano teologia dogmatica, diritto canonico, Sacra Scrittura, lingua ebraica, storia ecclesiastica ed eloquenza. Insegnò anche materie letterarie presso il Convitto Normale femminile di Caltanissetta. Canonico Teologo del Capitolo della Cattedrale, fu direttore spirituale dei Collegi femminili di Caltanissetta, rettore della Chiesa del Collegio dei padri Gesuiti, fondatore di una Casa di Salute per le Figlie di Sant'Anna, assistente ecclesiastico della Cassa Rurale cittadina.
Il 22 giugno 1903, papa Leone XIII lo nominò vescovo di Nicosia ove già un suo prozio, mons. Rosario Vincenzo Benza, dal 1844 al 1847 era stato vescovo. Nei nove anni di ministero episcopale in quella diocesi riformò il Seminario, valendosi dell'opera del suo amico mons. Giorgio La Leta, restaurò la Cattedrale e fondò dei Convitti per sostenere gli studi dei ragazzi: il Convitto Fiandaca retto da mons. La Leta e il Convitto femminile retto dalle Figlie del Sacro Cuore.
Nominato vescovo di Patti il 13 aprile 1912, fece il suo ingresso in diocesi l'8 settembre dello stesso anno. Si adoperò instancabilmente per il bene dei fedeli e per la formazione dei futuri presbiteri. Riuscì nel 1924 abilmente a riscattare le due terze parti dei locali del Seminario diocesano ingiustamente sequestrate dal Governo nazionale e iniquamente trattenute dal Municipio di Patti.
Si prodigò per il bene del Santuario di Tindari, restaurando e ampliandone i locali, costruendo una complessa ed efficiente rete idrica, facendo costruire la rete elettrica e zelando mirabilmente il culto della Madonna Nera.
Per gravi incomprensioni con la Santa Sede e con alcuni suoi collaboratori il 1º agosto 1930 fu rimosso dalla diocesi di Patti e nominato arcivescovo titolare di Cirro, in partibus infidelium.

## Onorificenze
- Commendatore di Grazia Ecclesiastica del Sacro Militare Ordine Costantiniano di San Giorgio - ramo Napoli/DUE SICILIE.

## Genealogia episcopale
La genealogia episcopale è:
- Cardinale Scipione Rebiba
- Cardinale Giulio Antonio Santori
- Cardinale Girolamo Bernerio, O.P.
- Arcivescovo Galeazzo Sanvitale
- Cardinale Ludovico Ludovisi
- Cardinale Luigi Caetani
- Cardinale Ulderico Carpegna
- Cardinale Paluzzo Paluzzi Altieri degli Albertoni
- Papa Benedetto XIII
- Papa Benedetto XIV
- Papa Clemente XIII
- Cardinale Marcantonio Colonna
- Cardinale Giacinto Sigismondo Gerdil, B.
- Cardinale Giulio Maria della Somaglia
- Cardinale Luigi Lambruschini, B.
- Cardinale Girolamo d'Andrea
- Vescovo Giovanni Battista Guttadauro di Reburdone
- Cardinale Giuseppe Francica-Nava de Bondifè
- Arcivescovo Ferdinando Fiandaca